# Dasylabris adversa
Dasylabris adversa (лат.) — вид ос-немок рода Dasylabris из подсемейства Dasylabrinae.

## Распространение
Европа, Россия, Монголия.

## Описание
Мелкие пушистые осы (менее 1 см: самки от 5,5 до 6,5 мм, самцы от 7,0 до 10 мм). От близких видов отличается 3-зубыми жвалами, отсутствием зубцов на переднем крае клипеуса.  Развит бугорок щитика. У самок развито скультированное пигидальное поле. Форма глаз овальная, слабовыпуклая, их внутренний край без выреза. Бок среднегруди выпуклые и она шире, чем промежуточный сегмент. Глаза неопушенные. Предположительно, как и близкие виды паразитоиды пчёл и ос.